# Otto Harbach
Otto Abels Harbach (nato Otto Abels Hauerbach; Salt Lake City, 18 agosto 1873 – New York, 24 gennaio 1963) è stato un librettista e paroliere statunitense.
Tra i suoi testi più conosciuti vi sono Yesterdays, Smoke Gets in Your Eyes, Indian Love Call, She Didn't Say Yes, Cuddle up a Little Closer, Lovey Mine e Who?.
Ha collaborato con Oscar Hammerstein II, Jerome Kern, Louis Hirsch, Herbert Stothart, Vincent Youmans, George Gershwin e Sigmund Romberg.